# Psi Boötis
Psi Boötis (43 Boötis) é uma estrela na direção da constelação de Boötes. Possui uma ascensão reta de 15h 04m 26.86s e uma declinação de +26° 56′ 51.6″. Sua magnitude aparente é igual a 4.52. Considerando sua distância de 250 anos-luz em relação à Terra, sua magnitude absoluta é igual a 0.10. Pertence à classe espectral K2III.